# Vyšší Brod
Vyšší Brod é uma cidade checa localizada na região da Boêmia do Sul, distrito de Český Krumlov‎.